# Liriomyza philadelphivora
Liriomyza philadelphivora är en tvåvingeart som beskrevs av Spencer 1969. Liriomyza philadelphivora ingår i släktet Liriomyza och familjen minerarflugor. Inga underarter finns listade i Catalogue of Life.